# ZABUN
ZABUN（ザブン）は、女子プロレス団体とイベントを運営している会社。

## 歴史
2011年8月1日、プロレスリングWAVEの運営会社として設立。本社は、それまでのWAVE事務所と同じ千駄ヶ谷に間借りしていた。代表取締役社長にGAMI、専務取締役に桜花由美が就任。
2012年4月1日、GAMIがプロデュースしているOSAKA女子プロレスがZABUNの運営会社に変更された。代表には生え抜き第1号の下野佐和子が就任。これにより1つの会社で2つの女子プロレス団体を運営する体制となる。OSAKA女子の事務所は暫定的にWAVE事務所を使用した後、GAMIの地元八尾に移転（現在はZABUN本社内に移転）。
6月1日、浜田文子と山縣優を皮切りにWAVEに常連として参戦しているフリー選手と順次、専属フリー契約を結んでいる。
2013年8月1日、本社事務所を中野に移転。
2014年1月1日、GAMIはWAVE代表を辞任してWAVE統括に就任。桜花がWAVE代表に就任。
2015年1月1日、ZABUN専属制度廃止と共に組閣を実施。ZABUNグループの所属選手とスタッフに何らかの肩書きが与えられた。
2019年4月1日、GAMIが代表取締役社長を辞任して代表取締役会長に就任。桜花が代表取締役社長に就任。

## 主な興行
通常興行はプロレスリングWAVEとOSAKA女子プロレスとして開催しているが以下の興行についてはZABUN名義として主催あるいは協力という形で関与している。
- IIDA AID〜帆立をなめるなよ〜（レッスル武闘館）（2013年1月29日）

長期欠場中の飯田美花を支援するためのチャリティー興行。
- 旧姓・広田さくら結婚披露宴興行（隙間産業プロモート主催）（新宿FACE）（2013年4月29日）[7]
- 栗原あゆみ引退興行〜Thank you for everything〜（栗原あゆみ引退実行委員会主催）（後楽園ホール）（2013年8月4日）[8]
- 浜田文子デビュー15周年記念興行〜Aventurera〜（新宿FACE）（2013年8月9日）[9]
- GAMILIBRE6（2013年11月4日）（大阪府立体育会館第2競技場）[10]

GAMIが開催している自主興行の第6弾。
- GAMI LIBRE Lucky7〜GAMI引退記念興行 ほなさいなら〜（後楽園ホール）（2013年12月30日）
- OZABUN（大阪市立西区民センター）（2014年8月31日）

オザキックとの合同興行。その後も不定期に開催している。
一方、2012年までWAVEの新木場1stRING 2DAYSとして8月に開催していた「夏フェスタ」は2013年よりWAVEとOSAKA女子で1日ずつ開催している。

## 女子プロレスバー「ちゃんす」
2013年4月2日、歌舞伎町にオープンした飲食店。
ZABUNグループの所属選手とスタッフが入れ替わりで接客に当たっている。

## SHOP-ZABUN
2014年7月2日、ZABUN直営公式オンラインショップとしてオープン。
ZABUN関連のDVD、Tシャツ、パンフレット、チケットなどを取り扱っている。

## ZABUNグループのニコプロ定期生放送（仮名）
2014年9月25日、ニコニコ生放送（ニコニコ動画）のニコニコプロレスチャンネルで20時から第1回が放送されたインターネット番組。
ZABUNグループの所属選手とスタッフが出演する月1回の生放送番組。